# Philip Osei
 Philip Osei (* 30. Oktober 1990 in Toronto, Ontario) ist ein kanadischer Leichtathlet, der sich auf den 400-Meter-Lauf spezialisiert hat.

## Sportliche Laufbahn
Philip Osei nahm erstmals im Jahr 2009 an Wettkämpfen im 400-Meter-Lauf teil. Ein Jahr darauf steigerte er sich um mehr als eine Sekunde bis auf 47,16 s und nahm erstmals an den Kanadischen Meisterschaften teil, bei denen er allerdings nach dem Vorlauf ausschied. 2011 wurde er Kanadischer Vizehallenmeister über 400 Meter und gewann zudem Bronze über die gleiche Distanz bei den Kanadischen Meisterschaften in der Freiluft. Im Oktober nahm er mit der 4-mal-400-Meter-Staffel an den Panamerikanischen Spielen in Mexiko teil, mit der er den fünften Platz belegen konnte. 2012 erzielte er jeweils die gleichen Ergebnisse bei den Kanadischen Meisterschaften wie ein Jahr zuvor und gewann zudem mit Bestzeit von 45,51 s Silber bei den U23-Nordamerikameisterschaften. 2013 siegte Osei erstmals bei den Kanadischen Meisterschaften in der Freiluft. 2014 trat er mit der Staffel bei den IAAF World Relays auf den Bahamas an, bei denen man allerdings nicht über Platz 6 im B-Finale hinauskam. Im Juli nahm er an den Commonwealth Games in Glasgow teil, bei denen er mit der Staffel nach dem Vorlauf disqualifiziert wurde. Über 400 Meter gelang ihm der Einzug in das Halbfinale, in dem er allerdings als Sechster seines Laufes ausschied.
2015 scheiterte Osei zusammen mit der Staffel bei den IAAF World Relays im Vorlauf. Auch bei den Panamerikanischen Spielen in seiner Heimatstadt konnte er mit der Staffel nicht in das Finale einziehen. Über 400 Meter erreichte er ebenfalls nicht den Einzug in die nächste Runde. Einen Monat später lief er im August während der Vorläufe bei den Nordamerikameisterschaften in San José mit 45,23 s persönliche Bestzeit und zog damit in das Finale ein. Darin brachte er es auf 46,02 s und wurde Sechster. Im Frühjahr 2016 trat er Osei bei den Hallenweltmeisterschaften in den USA an, bei denen er nach dem Vorlauf mit 47,00 s als Vierter seines Laufes den Einzug in das Halbfinale verpasste. 2018 trat er mit der Staffel bei den Nordamerikameisterschaften in seiner Heimatstadt an, mit der er den vierten Platz belegte. 2019 nahm Osei zum dritten Mal an den IAAF World Relays, diesmal mit der 4-mal-400-Mixedstaffel teil, mit der die Silbermedaille gewinnen konnte. Mit dieser trat er im September auch bei Weltmeisterschaften in Doha an, bei denen sich das Team allerdings nicht für das Finale qualifizieren konnte, auch wenn man einen Nationalrekord aufstellen konnte. Aufgrund seiner Leistungen während der Sommersaison startete er auch über die 400 Meter in Doha. Dabei gelang es ihm in das Halbfinale einzuziehen, in dem er mit 45,44 s nahe an seine Bestzeit heranlief. Damit schied er dennoch als Siebter seines Laufes aus.
Im Laufe seiner Karriere wurde Osei bislang insgesamt fünfmal Kanadischer Meister, viermal in der Freiluft (2012, 2013, 2015, 2019), einmal in der Halle (2015).

## Wichtige Wettbewerbe
| Jahr               | Veranstaltung                 | Ort                | Platz              | Disziplin          | Zeit               |
| Startet für Kanada | Startet für Kanada            | Startet für Kanada | Startet für Kanada | Startet für Kanada | Startet für Kanada |
| ------------------ | ----------------------------- | ------------------ | ------------------ | ------------------ | ------------------ |
| 2011               | Panamerikanische Spiele       | Guadalajara        | 5.                 | 4 × 400 m          | 3:07,12 min        |
| 2012               | U23-Noramerikameisterschaften | Irapuato           | 2.                 | 400 m              | 45,51 s            |
| 2012               | U23-Noramerikameisterschaften | Irapuato           | 4.                 | 4 × 100 m          | 39,82 s            |
| 2014               | IAAF World Relays             | Nassau             | 6. (B-Finale)      | 4 × 400 m          | 3:04,67 min        |
| 2014               | Commonwealth Games            | Glasgow            | 19.                | 400 m              | 47,16 s            |
| 2014               | Commonwealth Games            | Glasgow            |                    | 4 × 400 m          | DQ                 |
| 2015               | IAAF World Relays             | Nassau             | 21.                | 4 × 400 m          | 3:07,80 min        |
| 2015               | Panamerikanische Spiele       | Toronto            | 11.                | 400 m              | 46,80 s            |
| 2015               | Panamerikanische Spiele       | Toronto            | 9.                 | 4 × 400 m          | 3:05,40 min        |
| 2015               | Nordamerikameisterschaften    | San José           | 6.                 | 400 m              | 46,02 s            |
| 2016               | Hallenweltmeisterschaften     | Portland           | 14.                | 400 m              | 47,00 s            |
| 2018               | Nordamerikameisterschaften    | Toronto            | 4.                 | 4 × 400 m          | 3:04,74 min        |
| 2019               | IAAF World Relays             | Yokohama           | 2.                 | 4 × 400 m Mixed    | 3:18,15 min        |
| 2019               | Weltmeisterschaften           | Doha               | 10.                | 4 × 400 m Mixed    | 3:16,76 min        |
| 2019               | Weltmeisterschaften           | Doha               | 19.                | 400 m              | 45,44 s            |

## Persönliche Bestleistungen
Freiluft
- 400 m: 45,23 s, 17. August 2015, San José

Halle
- 400 m: 46,35 s, 12. Februar 2016, New York City